# Stig Claesson

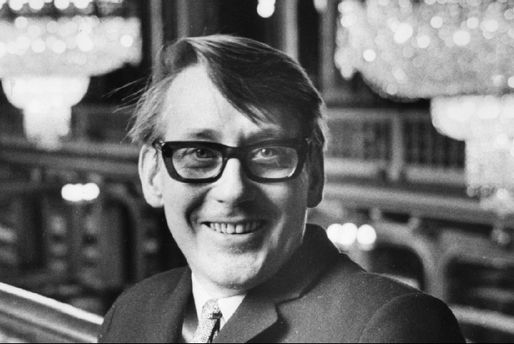
Claesson (1966)

John Stig Claesson (* 2. Juni 1928 in Huddinge bei Stockholm; † 4. Januar 2008 in Stockholm) war ein schwedischer Schriftsteller, bildender Künstler und Illustrator.
Nachdem Claesson zwischen 1947 und 1952 die Kungliga Konsthögskolan Stockholm besucht hatte, begann er schwedische Klassiker zu illustrieren, zum Beispiel die historischen Stockholm-Schilderungen von Per Anders Fogelström. Seine Zeichnungen signierte er mit dem Kürzel Slas.
Als Autor debütierte er 1956. Mehrere seiner Bücher basieren auf Reisen ins Ausland und bewegen sich im Grenzland zwischen Reportage und Fiktion. Zu seinen bekanntesten Werken zählt der überwiegend in Zypern angesiedelte Roman En vandring i solen (Wanderung in die Sonne) aus dem Jahr 1976, der mit Gösta Ekman in der Hauptrolle verfilmt wurde. Gehör verschaffte er sich auch mit Werken, die entlegene und von Landflucht geprägte Regionen Schwedens beschreiben und den Konflikt zwischen Stadt und Land thematisieren, so etwa mit dem in mehr als zehn Sprachen übersetzten und ebenfalls verfilmten Roman Vem älskar Yngve Frej (1968; Wer liebt Yngve Frej). Bis zum Jahr 2006 schrieb Claesson mehr als 80 Bücher, außerdem mehrere Drehbücher.
Stig Claessons Werk wurde mehrfach ausgezeichnet, so etwa mit dem Literaturpreis der Zeitung Svenska Dagbladet und dem Selma-Lagerlöf-Preis. Die Universität Uppsala verlieh ihm 1974 die Ehrendoktorwürde.